# 扶桑郵便局
扶桑郵便局（ふそうゆうびんきょく）は愛知県丹羽郡扶桑町にある郵便局。民営化前の分類では集配普通郵便局であった。

## 概要
住所：〒480-0199 愛知県丹羽郡扶桑町柏森中切445

### 作業所
- ゆうパック配送センター - 住所：〒480-0105 愛知県丹羽郡扶桑町南山名名護根67
  - 一般客向け窓口、ATMを持たない。

## 沿革
- 1881年（明治14年）3月11日 - 柏森（かしわもり）郵便局（五等）として開設[1]。
- 1884年（明治17年）6月30日 - 廃止。
- 1908年（明治41年）3月21日 - 再設置。
- 1909年（明治42年）6月1日 - 扶桑郵便局に改称。
- 1964年（昭和39年）7月1日 - 和文電報配達事務を江南電報電話局に移管[2]。
- 1970年（昭和45年）8月15日 - 特定郵便局から普通郵便局に局種別改定。
- 1982年（昭和57年）10月1日 - 風景入通信日付印の使用を開始。
- 2000年（平成12年）8月14日 - 外国通貨の両替および旅行小切手の売買に関する業務取扱を開始。
- 2007年（平成19年）10月1日 - 民営化に伴い、併設された郵便事業扶桑支店に一部業務を移管。
- 2012年（平成24年）10月1日 - 日本郵便株式会社発足に伴い、郵便事業扶桑支店を扶桑郵便局に統合。

## 取扱内容
- 郵便、印紙、ゆうパック、内容証明
- 貯金、為替、振替、振込、国際送金、国債、投資信託
- 生命保険、バイク自賠責保険、自動車保険
- 宝くじの販売
- ゆうちょ銀行ATM
- 「480-01xx」区域（丹羽郡扶桑町および同郡大口町のそれぞれ全域）の集配業務
- ゆうゆう窓口

## 周辺
- 扶桑町総合体育館
- 扶桑町立扶桑中学校
- 扶桑町立柏森小学校

## アクセス
- 名鉄犬山線 柏森駅から北東へ約1.1km（徒歩約13分）
- 東名高速道路・名神高速道路 小牧IC、名古屋高速11号小牧線 小牧北出入口から北へ約5.5km
- 駐車場あり：16台